# 하이터치☆메모리
〈하이터치☆메모리〉(ハイタッチ☆メモリー 하이탓치 메모리[*])는 일본의 성우 · 가수인 오구라 유이의 여섯 번째 싱글이다. TV 애니메이션 《카드파이트!! 뱅가드 G 스트라이드 게이트 편》(이하 ‘스트라이드 게이트 편’)의 닫는 곡으로 사용되고 있다.

## 음악성
〈하이터치☆메모리〉는 원래 《스트라이드 게이트 편》과의 타이업이 결정되고 있으며, 이야기의 시리어스허 내용을 너무 의식하지 않으며, 애니메이션의 방송 시간대인 일요일 아침의 졸음을 깨우는 듯한 대중적인 노래가 되게 제작되고 있다. 한편으로 작사는 이야기를 의식하며 행해지고 있으며, “동료와 함께 밖으로 뛰쳐 나갈 듯하다”라는 이미지가 표현되고 있다. 레코딩은 멜로디 라인의 악센트나 음의 강약에 유의하며, 임팩트가 나오게 행해졌다.
뮤직 비디오는 괌에서 촬영이 됐으며, 오구라 유이가 풀장 사이드에서 노래와 댄스를 하는 내용이 되고 있다. 또, 자켓은 〈하이터치☆메모리〉의 가사나 세계관을 기초로 제작되고 있다.

## 발매
2016년 5월 18일에 킹레코드에서 발매됐다. 판매 형태는 기간 한정판(KICM-91667)과 통상판(KICM-1668)의 두 중류이며, 기간 한정판에는 〈하이터치☆메모리〉의 뮤직 비디오와 그 메이킹 영상을 수록한 DVD가 동봉되어 있다.
커플링 곡인 〈TO BE ALIVE〉는 오구라 유이가 주인공으로 출연하는 플레이스테이션 4 · 플레이스테이션 비타 전용 게임 《서몬나이트 6: 잃어버린 경계들》의 주제가로 사용된 노래이며, 게임의 특징인 켈틱 음악을 베이스로 작사 · 작곡이 행해지고 있다.

## 수록곡

### 기간 한정판
| #            | 제목                                      | 작사            | 작곡            | 편곡  | 재생 시간 |
| ------------ | ----------------------------------------- | --------------- | --------------- | ----- | --------- |
| 1.           | 〈하이터치☆메모리〉 (ハイタッチ☆メモリー) | 와타나베 하지메 | 타카오 소노스케 | 4:17  |           |
| 2.           | 〈TO BE ALIVE〉                           | 이소가오 요시에 | 코마가타 메구미 | 4:25  |           |
| 3.           | 〈하이터치☆메모리〉 (off vocal ver.)      |                 | 타카오 소노스케 | 4:16  |           |
| 4.           | 〈TO BE ALIVE〉 (off vocal ver.)          |                 | 코마가타 메구미 | 4:23  |           |
| 총 재생 시간 | 총 재생 시간                              | 총 재생 시간    | 총 재생 시간    | 17:23 |           |

| #  | 제목                              | 재생 시간 |
| -- | --------------------------------- | --------- |
| 1. | 〈하이터치☆메모리〉 (뮤직 비디오) |           |
| 2. | 〈하이터치☆메모리〉 (메이킹 필름) |           |

### 통상판
| #            | 제목                                       | 재생 시간 |
| ------------ | ------------------------------------------ | --------- |
| 1.           | 〈하이터치☆메모리〉 ( ハイタッチ☆メモリー) | 4:17      |
| 2.           | 〈TO BE ALIVE〉                            | 4:25      |
| 3.           | 〈하이터치☆메모리〉 (TV size)              | 1:33      |
| 4.           | 〈TO BE ALIVE〉 (GAME Size)                | 1:49      |
| 5.           | 〈하이터치☆메모리〉 (off vocal ver.)       | 4:16      |
| 6.           | 〈TO BE ALIVE〉 (off vocal ver.)           | 4:23      |
| 총 재생 시간 | 총 재생 시간                               | 20:45     |

## 발매일
| 국가     | 발매일          | 포맷                    | 레이블   |
| -------- | --------------- | ----------------------- | -------- |
| 일본     | 2016년 5월 18일 | CD+DVD, CD, 디지털 음원 | 킹레코드 |
| 대한민국 | 2016년 5월 20일 | 디지털 음원             | 킹레코드 |

## 차트
| 차트                              | 최고 순위 | 비고   |
| --------------------------------- | --------- | ------ |
| 일본 오리콘 주간 CD 싱글 차트     | 9         | [ 6 ]  |
| 일본 오리콘 월간 CD 싱글 차트     | 35        | [ 7 ]  |
| Billboard Japan Hot 100           | 25        | [ 8 ]  |
| Billboard Japan Hot Animation     | 9         | [ 9 ]  |
| Billboard Japan Hot Singles Sales | 10        | [ 10 ] |